# Dowżanka (obwód charkowski)
Dowżanka (ukr. Довжанка) – wieś na Ukrainie, w obwodzie charkowskim, w rejonie kupiańskim, w hromadzie Wilchuwatka. W 2001 liczyła 193 mieszkańców.